# Edgar Mrugalla
Edgar Mrugalla (Berlino, 11 luglio 1938 – Düsseldorf, 22 settembre 2016) è stato un pittore tedesco.
È uno dei più noti falsari a livello mondiale di opere d'arte, al pari di Lohtar Malskat e Tom Keating. Copiò impeccabilmente lo stile di circa 50 pittori. Le sue riproduzioni di opere famose, dai Picasso ai Rubens, dai Rembrandt ai Kandinskji, sono state esposte in musei importanti come il Museo Böhan. Con le sue opere non ebbe modo di arricchirsi, venendo pagato solo pochi spiccioli dai mercanti d'arte che rivendevano a caro prezzo i suoi falsi, a partire dal suo primo acquirente: Karl Heine Üdiger. Prima di diventare falsario, svolse il lavoro di fuochista per navi della Repubblica Democratica Tedesca. Durante la guerra fredda lavorò per la Stasi. Attualmente gestisce una scuola di falsi in cui insegna le sue tecniche.